# ليزا أندرسون (متزحلقة حرة)
ليزا أندرسون (بالسويدية: Lisa Andersson)‏ هي متزحلقة حرة سويدية، ولدت في 2 أغسطس 1997.

## وصلات خارجية
- ليزا أندرسون على موقع الاتحاد الدولي للتزلج (التزلج على المنحدرات الثلجية) (الإنجليزية)
- ليزا أندرسون على موقع الاتحاد الدولي للتزلج (التزلج الحر) (الإنجليزية)
- ليزا أندرسون على موقع أوليمبيديا (الإنجليزية)
- ليزا أندرسون على موقع اللجنة الأولمبية السويدية (السويدية)